# Harry Beck
Ne doit pas être confondu avec l'Allemand Heinrich Enrique Beck (1904-1974).
Henry C. Beck (Leyton, Londres, 4 juin 1902– 18 septembre 1974), connu sous le nom de Harry Beck, est un dessinateur industriel célèbre pour avoir créé le premier plan schématique du métro de Londres sous la forme d'une carte topologique en 1933.

## Biographie

### Plan du métro de Londres
À partir des années 1920, le réseau du métro de Londres devient complexe. Harry Beck en a dessiné un plan extrêmement simplifié, comprenant seulement les stations avec leur nom, et des segments de droites les reliant ; même le tracé de la Tamise allait verticalement, horizontalement ou à 45 degrés.
Le plan du métro de Londres de Beck influença grandement le graphisme des cartes de réseaux de transport.

### Autres travaux
En 1938, il produisit un plan de l'ensemble du système ferroviaire de la région de Londres (allant jusqu'à St. Albans au nord, Ongar au nord-est, Romford à l'est, Bromley au sud-est, Mitcham au sud, Hinchley Wood au sud-ouest, Ashford à l'ouest et Tring au nord-ouest). Ce schéma comprenait à la fois le métro et les grandes lignes. Il n'a pas été publié à l'époque de sa production, mais il figure dans Mr Beck's Underground Map, le livre de Ken Garland. Il fallut attendre 1973 avant que ne soit publié un plan officiel de la région de Londres dans son intégralité.
Beck créa au moins deux versions du plan du métro de Paris. Ce projet, qui n'a jamais été commandé, pourrait avoir commencé avant le début de la Seconde Guerre mondiale, selon Ken Garland Une version datant approximativement de 1946 est publiée dans ce livre. Une autre version est publiée pour la première fois dans le livre d'Ovenden sur le métro de Paris et est visible au Musée du transport de Londres.